# Francisco Font

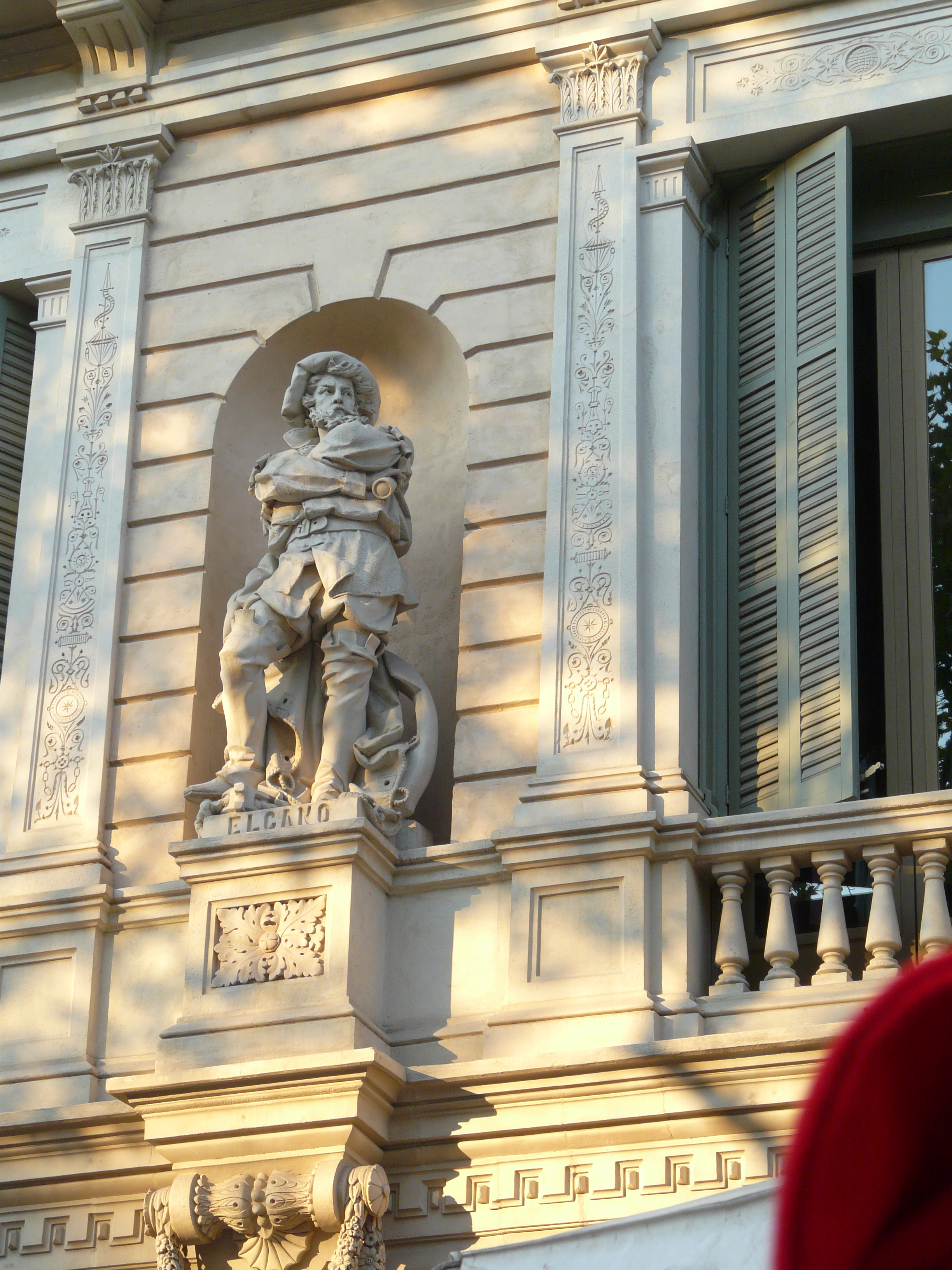
Escultura Elcano en la fachada de la Casa Olano, del Paseo de Gracia en Barcelona

Francisco Font y Pons (del catalán: Francesc Font i Pons) (Barcelona, 1848-Madrid, 1931) fue un escultor de estilo barroquizante con obras distribuidas en varias ciudades de España. Su fecha de muerte suele faltar en los estudios que se han hecho sobre él. Solo alguna enciclopedia pone 1912, año imposible por las fechas de algunas de sus obras, según esta entrada y según Internet. Murió el 17 de noviembre de 1931, según la esquela mortuoria del diario ABC de ese mismo día. En ella se le califica de "Escultor pontificio" y se menciona a su hijo, igualmente escultor, Ricardo Font Estors (Madrid, 17-7-1893 - Madrid, 11-2-1982), frecuentemente llamado Stors, aunque erróneamente según su familia y los documentos que aporta.
Francisco Font realizó sus primeros estudios en Barcelona, bajo la dirección de los hermanos Agapito y Venancio Vallmitjana y del también escultor Domènec Talarn, montó un taller en esta ciudad el año 1878 (calle de Tallers, 22) donde realizó encargos retratísticos y obra pública como la colaboración en el monumento a Cristóbal Colón y una escultura representando a Juan Sebastián Elcano (1884) para un edificio del Paseo de Gracia, ese mismo año elaboró la obra El Enigma de Tebas con la que se le concedió la tercera medalla en la Exposición de Bellas Artes de Madrid.
En el año 1888 se instaló en Madrid (calle Desengaño, 25), donde realizó esculturas de tipo religioso para la Iglesia de San Marcos y el convento de las Comendadoras.  Otra obra suya, representando un Niño Jesús, se encuentra en el colegio San José de Valladolid. Se le atribuye la Virgen del Carmen, titular del retablo de la iglesia de los carmelitas descalzos de Pamplona, realizada hacia 1915.
Como monumentos públicos ejecutó varios, tales como José María Iparraguirre, el bardo, para su pueblo natal de Villarreal de Urrechua entre los años 1887-1889, Zumalacárregui para la ciudad de Bilbao, Juan Sebastián Elcano en Barcelona, y el de San Juan de la Cruz en Fontiveros en 1928. 
Trabajó para la Compañía de Jesús, por encargo y  bajo la dirección del P. Victoriano Salmón, S.J. (1839-1910) [Julio SAJ (seudónimo de Julio Alarcón y Meléndez, S.J.), Un escultor singular (Bilbao, 1923)], como se puede comprobar en el San Luis Gonzaga con niño, de mármol, que hizo para el Colegio de San Luis Gonzaga de El Puerto de Santa María, que tiene estas dos inscripciones: "R. P. Salmón dibujó" y "F. Font 1895". También es de él el San Ignacio de Loyola de la iglesia del Sagrado Corazón de los jesuitas de Granada. Hay que destacar varias tallas del Corazón de Jesús, todas con la misma composición iconográfica, creada por el P. Victoriano Salmón y adoptada por distintas casas de la Compañía de Jesús, que la encargaban a diferentes escultores, incluso después de la muerte del P. Salmón (hasta 1955, para la Real Colegiata de San Hipólito, de Córdoba, regida por la Compañía de Jesús). Son de Font las dos imágenes del Corazón de Jesús que hizo para el Colegio de San Luis Gonzaga, de El Puerto de Santa María, la primera llegada en el curso escolar 1889-1890 (hoy en la parroquia del Sagrado Corazón de Los Palacios, Sevilla), y la segunda, en el curso 1900-1901; la imagen del Corazón de Jesús de la mencionada iglesia de Granada, de 1890; la de la iglesia de la Merced, de Burgos, de 1891, destruida en el incendio del templo de 2001; la del Colegio San José, de Villafranca de los Barros (Badajoz), de 1893; la de la iglesia del Sagrado Corazón de Sevilla, de hacia 1895; la de la antigua iglesia de la Compañía de Jesús de Jerez de la Frontera, de 1900, trasladada a la Parroquia Madre de Dios, cuando se mudaron a ella los jesuitas en 1972; la de la iglesia de San Ildefonso de Toledo (de los jesuitas hasta 2011), realizada en 1918; la de la iglesia de San Francisco de Borja, de Las Palmas de Gran Canaria, de 1919. Todas estas imágenes siguen un mismo diseño, aunque difieren en el rostro, la policromía y rasgos secundarios. Naturalmente, fuera de estos encargos, Font hacía imágenes del Corazón de Jesús de otra factura, también para los jesuitas, como la que talló para el Colegio de San José de Valladolid en el curso escolar 1885-1886; y la que realizó en 1901 para la iglesia de los jesuitas de La Coruña (iglesia inaugurada el 1 de enero de 1902), imagen que hoy se conserva en la antigua iglesia de las Capuchinas de la misma ciudad.
De su autoría es también la imagen de la Flagelación de Cristo (El Amarrao) que procesiona con la Cofradía de la Vera Cruz de Cáceres y que fue realizada en 1913 por encargo de la Marquesa de Camarena.
La venerada imagen del Niño Jesús de Uvas y Espigas del colegio La Grande Obra de Atocha en La Coruña es obra firmada y documentada, de 1915, así como otras obras suyas, también firmadas, que se conservan en dicho centro.